# Enikő
Enikő [ˈɛnikøː] ist ein ungarischer weiblicher Vorname.

## Herkunft und Bedeutung
Der Name wurde in der ersten Hälfte des 19. Jahrhunderts vom ungarischen Dichter, Schriftsteller und Übersetzer Mihály Vörösmarty erfunden. Dieser bildete ihn aus dem alten ungarischen Namen Enéh mit der Verkleinerungsform -kő. Enéh ist in der ungarischen Sage vom Wunderhirsch die Mutter von Hunor und Magor, von denen der Legende nach die Hunnen und Magyaren abstammen. Die ursprüngliche Bedeutung des Namens ist junge Hindin.

## Namenstag
- 16. April
- 15. September

## Varianten
- Enéh, Eni, Enci, Encike, Encsi

## Bekannte Namensträgerinnen
- Enikő Buzási (* 1948), ungarische Kunsthistorikerin
- Enikő Győri (* 1968), ungarische Politikerin
- Enikő Mironcic (* 1986), rumänische Ruderin
- Enikő Somorjai (* 1981), ungarische Balletttänzerin